# すじこん

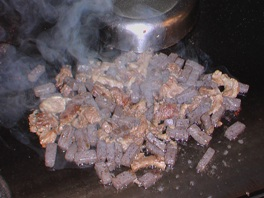
すじこん（鉄板焼）

すじこん、またはすじとは、牛スジ肉とコンニャクを醤油や味醂などで甘辛く煮た料理である。兵庫県神戸市長田区近辺の名物料理であり、日本全国的にはぼっかけの名でも知られる。

## 概要
長田区には1919年（大正8年）に神戸屠場（現：神戸市中央卸売市場西部市場）が開業した。廃棄されることの多かった牛すじ肉は安価に地元に販売され、これを利用するために考案されたのがすじこんであった。
なお、「すじこん」および「すじコン」は、兵庫県西宮市にある鉄板焼き屋の経営者が商標登録しているが、料理そのものの由来や起源とは無関係である。

## ぼっかけ

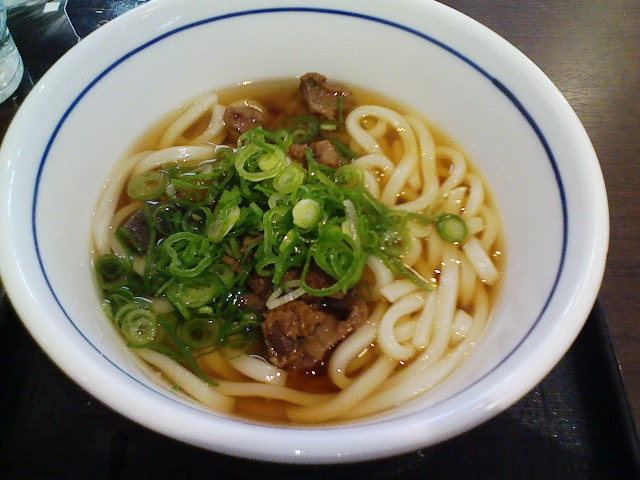
ぼっかけうどん

ぼっかけは神戸市長田区の名物とされる料理。テレビ番組などで紹介されて話題となり、レトルト食品としても人気を集めている。しかしながら、長田区では「ぼっかけ」と呼ばれることはほとんどない。長田区での呼び方は「すじ」「すじこん」である。

### 概要
「ぼっかけ」は牛すじを「ぶっかける」という意味が訛ったものとされる。長田区ではうどんやそばといった汁物に牛すじが載った場合にのみ、「ぼっかけ」と呼んでいた店も多い。
1995年の阪神・淡路大震災は長田区にも大きな被害を残したが、復興の一環として2002年にすじこんをテーマにした食のイベントが開催された。その際に、「すじ」「すじこん」よりもインパクトの強い「ぼっかけ」を用いたのが発祥である。